# Zdeněk Juračka
Zdeněk Juračka (* 19. Mai 1947 in Prag; † 3. Juli 2017 ebenda) war ein tschechischer Gitarrist.
Juračka studierte Violine bei Bedřich Voldán am Prager Konservatorium und lernte dort Musiker wie den Geiger Jan Hrubý, den Pianisten Milos Nop, die Sängerin Petra Černocká und den Sänger und Instrumentalisten Jiří Helekal kennen. Sein eigentliches Interesse gehörte aber der Gitarre. So war er einer der wenigen tschechischen Rockmusiker, der nach Noten spielen konnte. 
In den 1960er Jahren war er zunächst Mitglied der Gruppe Donald (mit Sänger Pavel Černocký, Gitarrist Zdeněk Jirásek, Bassist Vladimír „Guma“ Kulhánek und Perkussionist Jiří Jirásek), die Titel der Rolling Stones spielte. Mit den Rebels (Gitarrist und Sänger Jiří Korn, Organist Miroslav Helcl, Bassit Svatopluk Bohem und Perkussionist Anatoli Kohout) spielte er dann die Bluesrock-Titel der Gruppe Cream. Die Gruppe löste sich 1970 nach dem Weggang Korns auf. Bis 1972 war Juračka dann in Mitglied der Gruppe Flamengo.
Am Semafor spielte er im Orchester von Ferdinand Havlík. Nach dem Tod des Gitarristen Jiří Lahoda wurde er dessen Nachfolger in der Begleitgruppe von Eva Pilarová. 1979 wurde er Gitarrist in Michal Prokops Gruppe Framus, ab 1980 gehörte er Jan Kratochvíls Gruppe Heval an. Nach seinem Ausscheiden 1985 wurde er Nachfolger von Jan Martínek in der Gruppe  Žlutý pes. Mit den reaktivierten Rebels nahm Juračka nach 1990 mehrere erfolgreiche Alben auf. 